# Tiro ai Giochi della XXX Olimpiade - Trap femminile
La gara di trap femminile dei Giochi della XXX Olimpiade si è svolta il 4 agosto 2012. Hanno partecipato 22 atlete.

## Formato
L'evento si è articolato in due fasi: un turno di qualificazione e la finale.
Nella qualificazione, ogni atleta spara verso 75 piattelli, suddivisi in tre fasi da 25 piattelli l'una. I primi 6 tiratori accedono alla finale.
Nella finale, ogni atleta spara verso 25 piattelli addizionali; il punteggio finale considera tutti i 100 colpi sparati.

## Record
Prima della competizione, i record olimpici e mondiali erano i seguenti:
| Qualificazione  | Qualificazione                  | Qualificazione | Qualificazione    | Qualificazione    |
| --------------- | ------------------------------- | -------------- | ----------------- | ----------------- |
| Record mondiale | Victoria Chuyko (Ucraina)       | 74             | Nicosia, Cipro    | 13 giugno 1998    |
| Record olimpico | Daina Gudzinevičiūtė (Lituania) | 71             | Sydney, Australia | 18 settembre 2000 |
| Intera gara     |                                 |                |                   |                   |
| Record mondiale | Zuzana Štefečeková (Slovacchia) | 96 (74+22)     | Qingyuan, Cina    | 4 aprile 2006     |
| Record olimpico | Satu Mäkelä-Nummela (Finlandia) | 91 (70+21)     | Pechino, Cina     | 11 agosto 2008    |

## Programma
| Data          | Ora (BST/UTC+1) | Turno          |
| ------------- | --------------- | -------------- |
| 4 agosto 2012 | 9:00            | Qualificazioni |
| 4 agosto 2012 | 15:00           | Finale         |

## Turno di qualificazione
| Pos. | Atleta               | Nazione       | 1  | 2  | 3  | Totale | Note |
| ---- | -------------------- | ------------- | -- | -- | -- | ------ | ---- |
| 1    | Jessica Rossi        | Italia        | 25 | 25 | 25 | 75     | Q,   |
| 2    | Zuzana Štefečeková   | Slovacchia    | 24 | 25 | 24 | 73     | Q    |
| 3    | Suzanne Balogh       | Australia     | 24 | 23 | 25 | 72     | Q    |
| 4    | Delphine Réau        | Francia       | 25 | 25 | 22 | 72     | Q    |
| 5    | Alessandra Perilli   | San Marino    | 25 | 24 | 22 | 71     | Q    |
| 6    | Fátima Gálvez        | Spagna        | 23 | 25 | 22 | 70     | Q    |
| 7    | Corey Cogdell        | Stati Uniti   | 25 | 22 | 21 | 68     |      |
| 8    | Satu Mäkelä-Nummela  | Finlandia     | 22 | 24 | 24 | 70     |      |
| 9    | Daina Gudzinevičiūtė | Lituania      | 24 | 22 | 20 | 66     |      |
| 10   | Lin Yi-chun          | Taipei cinese | 22 | 23 | 22 | 67     |      |
| 11   | Liu Yingzi           | Cina          | 23 | 22 | 22 | 67     |      |
| 12   | Elena Tkač           | Russia        | 23 | 22 | 25 | 70     |      |
| 13   | Nihan Kantarcı       | Turchia       | 24 | 21 | 21 | 66     |      |
| 14   | Ray Bassil           | Libano        | 22 | 22 | 20 | 64     |      |
| 15   | Kim Rhode            | Stati Uniti   | 23 | 21 | 24 | 68     |      |
| 16   | Yukie Nakayama       | Giappone      | 20 | 23 | 22 | 65     |      |
| 17   | Sonja Scheibl        | Germania      | 20 | 22 | 22 | 64     |      |
| 16   | Charlotte Kerwood    | Gran Bretagna | 22 | 19 | 23 | 64     |      |
| 19   | Kang Gee-Eun         | Corea del Sud | 19 | 22 | 21 | 62     |      |
| 20   | Shagun Chowdhary     | India         | 23 | 17 | 21 | 61     |      |
| 21   | Yasmina Mesfioui     | Marocco       | 17 | 24 | 20 | 61     |      |
| 22   | Gaby Ahrens Diana    | Namibia       | 20 | 21 | 18 | 59     |      |

## Finale
| Posizione | Atleta             | Qual. | Finale | Totale | Note            |
| --------- | ------------------ | ----- | ------ | ------ | --------------- |
|           | Jessica Rossi      | 75    | 24     | 99     | Record mondiale |
|           | Zuzana Štefečeková | 73    | 20     | 93     | +3 (spareggio)  |
|           | Delphine Réau      | 72    | 21     | 93     | +2 (spareggio)  |
| 4         | Alessandra Perilli | 71    | 22     | 93     | +1 (spareggio)  |
| 5         | Fátima Gálvez      | 70    | 17     | 87     |                 |
| 6         | Suzanne Balogh     | 72    | 15     | 87     |                 |